# 丹尼尔·巴林杰
丹尼爾·莫羅·巴林傑（Daniel Moreau Barringer，1860年5月25日—1929年11月30日）是一位美國地質學家，以確認隕石撞擊地球而形成撞擊坑的第一人而聞名。美國亞利桑那州的巴林傑隕石坑即以他的姓氏命名作為尊敬，雖然該稱呼大多使用於科學家之間。

## 早年生活
丹尼爾·巴林傑的父親丹尼爾·莫羅·巴林傑是北卡羅萊納州的美國眾議員，他也是美國內戰中南方軍隊准將魯弗斯·巴林傑的姪子。巴林傑於1879年19歲時畢業於普林斯頓大學，1882年畢業於宾夕法尼亚大学法學院，之後他在哈佛大學和維吉尼亞大學分別攻讀地質學和礦物學。
1892年巴林傑和他的朋友小理查·亞歷山大·福勒頓·彭羅斯（R. A. F. Penrose, Jr.）等人購買了一個位於亞利桑那州科奇斯縣的金礦和銀礦，之後巴林傑在皮爾斯發現另一個銀礦。巴林傑因為採礦而成為富豪。

## 庫恩山撞擊坑
1902年巴林傑得知有一個直徑1.5公里的撞擊坑位於旗桿市東方57公里處。當時稱為庫恩山的巴林傑隕石坑已被地質學家格羅夫·卡爾·吉爾伯特於1891年研究過。吉爾伯特當時已經假設它的形成是因為氣體爆炸或隕石撞擊的結果，但在當地進行實驗後吉爾伯特的結論卻認為它可能不是撞擊事件造成，只可能是爆炸的產物。儘管在吉爾伯特的總結中提到在隕石坑周圍有數千個小顆粒的「隕石粒子」存在。
巴林傑聽說了隕石坑和隕石中的鐵存在的消息以後，他開始相信該撞擊坑是因為隕石撞擊形成的。巴林傑因為科學和商業目的考量，因此成立了標準鋼鐵公司（Standard Iron Company）在隕石坑進行隕石鐵的開採，並假設隕石一定埋在地表之下。該公司在1903到1905年之間在隕石坑周圍進行鑽探調查，並得到當地是因為一次猛烈撞擊而形成的結論。不過並沒有找到隕石。
1906年，巴林傑和他的夥伴，數學家和物理學家班傑明·丘·提爾曼向美國地質調查局發表了巴林傑隕石坑形成的撞擊理論相關證據第一篇論文。該篇論文被發表在《費城自然科學學院會議記錄》（Proceedings of the Academy of Natural Sciences of Philadelphia）。
在巴林傑隕石坑的開採工作持續到1929年因為沒有找到1000萬公噸的隕石而中止，而巴林傑則推測該隕石被埋藏在深處。當時天文學家福雷斯特·雷·莫爾頓（Forest Ray Moulton）計算隕石撞擊時釋放的能量後提出了隕石在撞到地表後最可能氣化的結論。巴林傑在隕石坑開採隕石鐵花費了60萬美金，使沒有鐵礦利潤支持的他幾乎破產。
巴林傑於1929年11月30日閱讀了一篇巴林傑隕石坑當地找不到隕石鐵的極具說服力文章後因為心臟病發逝世。巴林傑在當時已經說服科學界大部分人士，隕石撞擊形成巴林傑撞擊坑的理論是對的。之後該理論被更進一步的新證據證實，其中最著名的是1960年代尤金·舒梅克的相關研究。

## 家庭
巴林傑和他的妻子瑪格麗特·巴林傑育有8名子女。他的家人與後代成立了「巴林傑隕石坑公司」（Barringer Crater Company）並管理該隕石坑至今。

## 外部連結
- Meteor Crater (Tourism site)
- Barringer Crater Company（页面存档备份，存于）
- Barringer, Daniel Moreau (1860–1929) The Encyclopedia of Science（页面存档备份，存于）